# Canadese Groene Partij
De Canadese Groene Partij (Engels: Green Party of Canada, Frans: le Parti vert du Canada) is een federale politieke partij in Canada. Bij de federale verkiezingen van 2008 kon de partij rekenen op 6,8% van de landelijke kiezersstemmen (Eng: popular vote), maar was dat te weinig om iemand te verkiezen tot het Canadees Lagerhuis. Elizabeth May is partijleider. Bij de verkiezingen van 2011 behaalde de partij voor het eerst een zetel in het parlement. Deze wordt sinds mei 2011 bezet door partijleider May.

## Verkiezingen voor hetCanadees Lagerhuis, 1984–2011
| Jaar | # kandidaten | # zetels | # stemmen | % stemmen (landelijk) |
| ---- | ------------ | -------- | --------- | --------------------- |
| 1984 | 60           | 0        | 26.921    | 0,21%                 |
| 1988 | 68           | 0        | 47.228    | 0,36%                 |
| 1993 | 79           | 0        | 33.049    | 0,24%                 |
| 1997 | 79           | 0        | 55.583    | 0,43%                 |
| 2000 | 111          | 0        | 104.502   | 0,81%                 |
| 2004 | 308          | 0        | 582 247   | 4,31%                 |
| 2006 | 308          | 0        | 665 940   | 4,49%                 |
| 2008 | 307          | 0        | 937,613   | 6,78%                 |
| 2011 | 304          | 1        | 576,221   | 3,91%                 |